# 2587 Gardner
2587 Gardner este un asteroid din centura principală, descoperit pe 17 iulie 1980 de Edward Bowell.